# 最终幻想VII 降临之子
《最终幻想VII 降临之子》（英語：Final Fantasy VII: Advent Children，簡稱「FFVII AC」、「FF7AC」）是2005年上映的3D動畫電影，作為後傳續寫角色扮演游戏《最终幻想VII》的故事，且為「最终幻想VII补完计划」中的一環。在上映會後於同年9月發售OVA。本作曾以剪接版本參加第61屆及第62屆的威尼斯影展。截至2009年，本作的影音光碟在全球出貨達410萬張。

## 故事簡介
在《最終幻想VII》故事結束兩年後，人們認識到開採「魔晄（Mako，即電影中的“生命之流”）」作為能源的害處，神羅（Shinra）公司也已不復存在。人們開始尋找新能源，並重建大都市米德加（Midgar）。然而星球的憤怒並未隨隕石消失而完全消退，且有些人患上「星痕症候群（Geostigma）」，說明仍有威脅星球的東西存在。
與賽菲羅斯的決戰結束後，克勞德·史特萊夫在蒂法·洛克哈特的幫助下成立一家送貨公司“史特萊夫快遞”。在市郊，克勞德剛接通蒂法電話，便受到三名相信他擁有失蹤“母親”資訊的年輕人攻擊。在大戰一群影獸之後，三人組頭領卡達裘突然終止戰鬥並離開。為了得知攻擊者身份，克勞德拜訪已處於半癱瘓的神羅公司總裁路法斯。路法斯希望克勞德能加入他們一起對付三人組，但並未成功說服。克勞德離開後，三人組闖入路法斯住處，並向其索要「母親」下落。路法斯表示「母親」下落與星痕症候群的病源有很大關聯。卡達裘表示，一旦他們成功尋回“母親”，三人即會再次結合並向整個行星復仇。
三人組之一的羅茲來到艾莉絲教堂尋找「母親」下落，並與也在那裡的蒂法和瑪琳展開戰鬥。起初蒂法占上風，然而羅茲似乎能迅速恢復意識與戰鬥力，在兩個回合後用電擊手柄擊倒蒂法。此時瑪琳將魔晶石擲向羅茲以吸引注意。隨即羅茲向二人逼近，蒂法要瑪琳盡快逃脫。
三人組的另外兩人卡達裘和亞祖開始搜捕受星痕感染的兒童，包括受感染的丹澤爾和未受感染的瑪琳，將他們帶到慰靈碑附近。克勞德為救孩子們與三人組戰鬥，但因自身星痕症候群發作而失敗；之後被文森特·瓦倫丁救起，瑪琳則趁機逃脫與其會合。文森特告訴克勞德三人組正在尋找傑諾瓦（Jenova），即「母親」，可能導致賽菲羅斯再臨。文森特又解釋星痕的病因是由於人的身體在和共存於生命之流的傑諾瓦鬥爭中超負荷工作所致。最後，克勞德同意回到“邊緣城”並與卡達裘再次正面作戰。
在城中心，三人組召喚一連串召喚獸攻擊廣場上的人群，包括聖龍「巴哈姆特震」（Bahamut SIN）。當其他人（在《最終幻想VII》中出現過的人物）忙於對付聖龍時，雷諾和路德試圖在克勞德到達之前控制住亞祖和羅茲。在以克勞德為首的八人小組擊敗聖龍後，路法斯向卡達裘展示他一直帶在身邊的傑諾瓦首級，並把裝有首級的盒子擲下高樓。雖然路法斯不斷向盒子射擊並成功擊中，卡達裘還是拿到盒子，隨即展開爭奪傑諾瓦首級的摩托車追逐戰。
追逐戰後，克勞德和卡達裘從高速公路盡頭滑落到遺忘之城中心的艾莉絲教堂。起初克勞德在戰鬥中處於下風，但卡達裘扔出的魔晶石炸倒了噴泉池，釋放出一股似乎融合了生命之流的清水。這股水洗去了克勞德身上的星痕，並對卡達裘有很大殺傷力。卡達裘逃到神羅公司總部的遺址，從高臺上跳下並成功與傑諾瓦合體，召喚出單翼天使賽菲羅斯。賽菲羅斯宣稱，那些死於星痕症的人靈魂將回歸生命之流，而他將有能力控制這些靈魂並使用整個星球作為載體，在宇宙中尋找新的適合感染的星球。
克勞德和賽菲羅斯隨即在米德加廢墟中展開戰鬥。克勞德雖通過思念曾珍惜過的人事物得到擊敗賽菲羅斯的力量，依然被賽菲羅斯的強大力量壓制。在即將被賽菲羅斯了結的時候，札克斯（精神體）出現在克勞德精神世界中，並勉勵克勞德，叫他不要忘了他是札克斯活著的證明。接著克勞德再次站起來，並用超究武神霸斬一次擊倒了賽菲羅斯。賽菲羅斯消失並變回虛弱的卡達裘。此時天空開始下雨，治療人們的星痕症。變虛弱的卡達裘相信艾莉絲的聲音正是他們所尋找的“母親”，然後就回歸生命之流。這時克勞德被亞祖從背後開槍射中，回過頭發現亞祖和羅茲裝備了滿臂的魔晶石，對他發起最後攻擊，接著三人在最後大爆炸中被吞噬。克勞德從一片白光中醒來，與艾莉絲和札克斯相見。札克斯告訴克勞德，現在還不是他回歸星球的時候，然後通過生命之流將他傳送回教堂。
在教堂中，克勞德從生命之流中傷癒醒來，被整個米德加的居民圍繞著。克勞德望著蒂法和其他同伴，臉上顯現真心的微笑；回過頭看到艾莉絲被其他孩子圍繞，札克斯則在教堂門口注視他。艾莉絲向克勞德微笑，接著與札克斯一同消失在白光裡。克勞德明白自己並非孤身一人，解開了艾莉絲和札克斯過世後遺留的心結。

## 用語
- 星球意識：這個世界、星球是有自己的意識，而唯一能與之交談的是在各星球旅遊的種族—賽特拉（Cetra），之後賽特拉一部份族人留下來定居。

- 生命之流（Life stream）：又譯「生命之泉」，被稱為「星之命」的有限資源，其本質是星球的精神能源，生物死後的肉體和精神變為精神能源回到了星球，在星球內部與其他的精神融合、匯聚、再分離在星球中不斷的流動所形成的暗流，但並非可以無限無損失的存在，而是會慢慢消失，而已知能維持並增加生命之流的只有賽特拉人而已。

- 賽特拉：是一支能在各星球旅遊的種族，而旅行途中，有部分的賽特拉人選擇留下，賽特拉人擁有特殊的開墾能力來增加星球生命之流的能量，不過現在留下來真正的賽特拉人在艾莉絲死後似乎已經絕種（現存除「賽特拉」與「人類和賽特拉之混血兒」之外而有賽特拉之稱的種族，皆為寶條之誤判），而在其他星球繼續旅行的賽特拉人則沒有資料可以知道會不會再度前來。

- 精神體：這裡的精神體並非所謂靈魂等概念，生命在死亡後會回歸星球，形成生命之流，再從變成生命體如動物、植物等，然後死亡再不斷的循環，而只有少數能有意識的存在，存在條件不明，已知有艾莉絲、札克斯，與潛伏等待機會的賽菲羅斯。

- 傑諾瓦：又譯「傑諾娃」，二千年前，由落在諾魯斯珀地區的隕石帶來的外星生物，外表與女性類似，主要特性「變身／製造幻影」、「傳播病毒」、「重組／融合」等三種，而因此使的賽特拉一族被滅殺殆盡，僅存的賽特拉倖存者在星球發動攻擊前將傑諾瓦擊敗封印，但傑諾瓦直到二年前才真正被克勞德一行人擊敗，之後傑諾瓦本身的意識似乎已被星球消滅，只剩下其細胞能力還在，並由賽菲羅斯的意識所控制。

- 星痕症候群：星痕可說是傑諾瓦病毒，而傑諾瓦細胞侵入人體所造成的疾病則被稱為星痕症候群，感染者最終身體流出黑色液體而死。身體出現黑斑的原因就劇中說到：自身身體的生命之流對抗著非自身物質而產生的反應。感染者因此死亡後，其精神與肉體會回歸生命之流，而星痕會隨者一同侵入生命之流，進而侵害星球，而使賽菲羅斯得到控制星球的目的。

- 思念體：這裡的思念體與《Final Fantasy VII》裡的思念體有已有所差異，個體擁有獨自的外型、個性，但因為是賽菲羅斯所創造，也同時擁有賽菲羅斯的部分個性，和對傑諾瓦的執著，以賽菲羅斯為完整型來看的話，思念體本身算是缺陷型，在沒有得到傑諾瓦細胞的補充前，是無法變成完整型的，而特別的是，思念體認為自身與賽菲羅斯是不同的。

- 神羅公司：曾經支配全世界的巨型複合企業，總裁是公司最高領導人，權力如同皇帝，其餘幹部只有輔助的權力。在《Final Fantasy VII》本傳中路法斯所提到，前總裁死後，由副總裁（也就是總裁的兒子）繼位，這幾乎等同於世襲制，而神羅公司並無董事會的組織制約總裁權力。神羅公司除了提取與供應魔晄能源之外，還提供一切生活所需的物質資源，並擁有自己的軍隊。大戰結束後神羅公司解體，現今殘部在路法斯的帶領下正致力於以其他形式東山再起，並盼望對過往濫用魔晄能源的行為向星球贖罪。

- 魔晄能源：把生命之流化作「能源」，而這樣產生的「能源」稱做「魔晄」，「魔晄」能產生強大的能量，但卻會耗盡星球的能量，抽取生命之流之地，將漸漸生長不出東西來，最終導致星球死亡。在大戰之後，魔晄能源似乎已被停止開採使用，人類正四處尋找著石油等替代能源。

- 神羅戰士：又譯「特種兵」，神羅公司治安維持部門的最強部隊的成員，由強至弱共分1st、2nd、3rd三個等級，而神羅戰士都是通過浸泡在一定濃度的魔晄中，將身體未知的力量誘發出來，並在體內植入傑諾瓦細胞的人類，賽菲羅斯、克勞德、札克斯三人都是，根據二年前克勞德的說法，只有意志力堅強的人才能運用傑諾瓦細胞所帶來的力量，像他這樣意志力薄弱的人就會迷失自我，直到蒂法的協助與自我意志力的提升才找回自我。

- 魔晶石：又稱祕石、魔石，頂級魔晶石大多為克勞德所藏，其本質分為三種，第一種為自然形成，是生命之流高度濃縮化後形成的結晶體，其能力最高，第二種是古代種-賽特拉人將生命之流作有計畫的高度濃縮化後形成的結晶體，第三種為現代人類從魔晄能源中提煉得來，每種都有其特殊的能力，可給予裝備者各種不同的「能力」，包括召喚強大的「召喚獸」還有使用魔法。

- 克勞德的精神世界：幾乎全白的世界，外在時間彷若停止，目前只知克勞德有其特殊的狀態，進入條件不明，蒂法從生命之流進入過一次，賽菲羅斯在二年前被打敗後出現與之交戰過，艾莉絲與札克斯等精神體也出現過幾次。

- 雲狼：形像為黑色的狼，其實是克勞德的象徵標誌，雲狼。代表著克勞德心靈深處的遺憾，「狼」所出現的地方則為克勞德內心遺憾之處。

## 額外補充資料
此為本片未提及之人物、事件及物件的補充。
事件部分
- 魔晄都市與星球武器之戰

兩年前，路法斯為消滅賽菲羅斯而於魔晄都市大量提取生命之流，因此星球武器之一——鑽石武器前來消滅魔晄都市；雙方一戰，鑽石武器死亡，魔晄都市則受到轟炸，路法斯亦受此波及。片中路法斯所提到的那場爆炸便出自此。
- 隕石撞擊魔晄都市事件

兩年前，克勞德一行人擊敗賽菲羅斯，得以啟動白魔法對抗即將撞擊的隕石，然而隕石太過靠近，白魔法的力量已無法阻止撞擊；雖然隕石的撞擊力道不會對星球造成太大傷害，但仍會造成魔晄都市周圍無數民眾傷亡。最後靠艾莉絲與星球協助，由星球使用生命之流，等同消耗星球壽命，才完全摧毀隕石，魔晄都市毀壞正源自此，而在新城鎮「邊緣」的紀念碑，也是紀念此事件。
- 遺忘之都事件

兩年前，艾莉絲在此召唤白魔法，在召唤成功的剎那間，被賽菲羅斯從空落下一刀刺穿身亡；整個過程就在克勞德眼前發生，心中對艾莉絲的情感因此爆發。因為近在眼前，本有很多機會阻止，克勞德因此深深內疚與懊悔。艾莉絲亡故後，被克勞德葬在遺忘之都的湖裡。
- 札克斯之死事件

兩年前，札克斯帶克勞德逃脫時，被大批神羅兵追殺，於是札克斯藏起意識不清的克勞德，為脫離神羅與爭取自由而戰，最終中彈過多而倒下。神羅兵離開後，恢復意識的克勞德爬到札克斯面前，札克斯死前將毀滅劍託付給克勞德，鼓勵他活下去來做為自己人生的見證，克勞德允諾決不會忘記。
- 虛假克勞德事件

札克斯死後，克勞德獨自來到魔晄都市，卻在車站倒下，蒂法正好經過；此時在傑諾瓦細胞能力之一“依照他人記憶改變自己，使自己成為他人記憶中的自己”的作用下，克勞德喪失自我與真正的記憶，吸收札克斯曾對他說有關神羅戰士的種種回憶與蒂法對自己的記憶，揉合自身真正人格後變成“虛假”克勞德。
- 真正克勞德事件

克勞德與蒂法在終極武器巨獸的攻擊下掉入生命之流，讓蒂法得以進入克勞德的精神世界。蒂法在那裡遇見各種人格的克勞德，他們分別掌管不同記憶；在蒂法協助下，每個克勞德逐漸合而為一變回真正的克勞德，此時的他個性依舊，但在艾莉絲死後顯得自責。
物件部分
- 謝拉號

新式飛空艇，以謝拉之名命名，以前則叫疾風號。在兩年前大戰立下不少功勞，沒有資料顯示新式飛空艇謝拉號是否為疾風號改造而來。
其他部分
- 星球武器

傑諾瓦侵襲星球時，星球所創造的巨型生物。一共五隻，分別為終極武器、青玉武器、鑽石武器、紅寶石武器和綠寶石武器。星球武器的目的為消滅任何有害星球的事物，無視善惡或牽連其中任何人事物，導致克勞德一行人也被迫與星球武器戰鬥過。兩年前星球武器已全部被消滅，其中在終極武器被消滅後，出現名為終極武器的最強之劍，這是其它星球武器被擊敗後所沒有的；一開始這把劍為克勞德所持有，最後卻下落不明。

## 譯名
本片在华语地区各地有不同的译名。台灣原譯為《Final Fantasy VII 降臨神子》，香港為《太空戰士VII 天子再臨》，中國大陸則有《最终幻想VII 降临之子》、《最终幻想VII 圣子再临》、《最终幻想VII 圣童降临》等。2009年6月，索尼影视娱乐在美国及除日本外的东南亚国家同步发售《最终幻想VII 降临之子 完全版》，将副标题统一为“降临之子”。

## 影響

### 韓國歌手抄襲事件
韓國的女歌手IVY發表的單曲MV，內容與《FFVIIAC》酷似，史克威爾艾尼克斯因此向IVY所屬之事務所Fantom娛樂申請禁止播放MV之假處分。2007年4月6日，首爾中央地方法院接受了史克威爾艾尼克斯之申請。指出MV內容中除舞蹈以外，其他如登場人物、背景、劇情以及畫面構成等與FF7AC極度相似，認定侵害著作權，禁播該MV。

### 台灣偶像劇抄襲事件
台灣2007年7月30日在著名華人電玩資訊網站巴哈姆特中，爆出台灣偶像劇《終極一家》的其中一位角色「蘭陵王」服裝疑似抄襲《FFVIIAC》克勞德·史特萊夫，引起台灣網友輿論撻伐，此劇預定8月8日在台灣播出。8月6日各大報紙紛紛報導這件事。
節錄自蘋果日報的報導：「製作人王信貴澄清劇組工作人員沒看過克勞德這個角色，『蘭陵王』角色是虛構的，造型是參考Cosplay、羅馬戰士等概念綜合結果。」
節錄自聯合報的報導：「我們原本的設定是要像古羅馬戰士，說真的，我們公司向來都最尊重著作權，改拍漫畫跟日本買版權都花很多錢，我現在還在了解狀況中，但東拼西湊出來的造型竟然會被說抄襲，這實在很難解釋。」
製作人的說法讓網友深表不滿，加速了寄信到史克威爾艾尼克斯的舉動。隔日，製作人回覆說正向史克威爾艾尼克斯聯繫洽談版權事宜，並由可米國際影視發出聲明稿，內容描述可米注重智慧財產權，服裝造型一事純屬雷同，絕非抄襲，並且致上歉意。9日因為CD封面圖上牽涉到版權，華研音樂發出聲明終極一家原聲專輯延後發售，但寫真書和偶像劇仍照預期發售和播放。

## 商品概要
由Hi-Vision技術製作，2005年9月14日於日本發售。

### DVD普通版
特別收錄《Final Fantasy VII》 PlayStation版遊戲的精華片段及Compilation of Final Fantasy VII Trailer。

### DVD初回限定版
收錄內容與普通版同樣,初回限定版包裝

### 限定BOX「Advent Pieces: Limited」
- 除了本編DVD普通版的內容之外，收錄了製作人員的語音解說。
- 影像特典DVD，收錄內容如下：

- 幕後製作花絮
- FF7AC威尼斯影展播映版本
- FF7AC各種宣傳影片
- OVA「Last Order Final Fantasy VII」

- PlayStation遊戲《Final Fantasy VII 國際版》（特別樣式的封面圖樣）
- 克勞德 + 芬里爾(摩托車)人偶模型
- 配音用台本複製版
- 帽子、T恤、鑰匙圈(有打序號)

### UMD版
除收錄了FF7AC本篇映像故事外，還收錄了九首原聲音樂（high speed battle music selcction）。另，初回發行包裝的封面紙質跟之後的普版略微不同，是亮銀面的紙質。UMD版本並無收錄DVD版本的其他花絮及短片。

## Final Fantasy VII 降臨神子 完全版
《Final Fantasy VII 降臨神子 完全版》（Final Fantasy VII: Advent Children Complete），是於2009年4月16日發售的藍光光碟版本，在2006年9月22－24日的「東京電玩展2006」（TGS 2006）首度發表。完整版包括修改部分鏡頭、畫面及替換部分舊版場景，共增加約30分鐘的片長。

## 外部連結
- FF7AC官方站（英文）
- FF7AC官方站（日文） （页面存档备份，存于）
- 互联网电影数据库（IMDb）上《FF7AC》的资料（英文）
- FF7AC的DMOZ目錄 （页面存档备份，存于）
- 爛番茄上《最终幻想VII 降临之子》的資料（英文）